# Културен ландшафт и археологични останки в Бамиянската долина
Културен ландшафт и археологични останки в Бамиянската долина е археологически комплекс в провинция Бамиян, централен Афганистан, включен в Списъка на световното наследство на ЮНЕСКО.
Той включва осем обособени обекта в Бамиянската долина в Хиндукуш и нейните разклонения, повечето от които са концентрирани по отвесните скални откоси, ограждащи долината от север. Най-известни са двете монументални статуи с височина 55 и 38 метра, наричани Буди от Бамиян, разрушени от ислямисткото правителство през 2001 година. Освен тях комплексът включва множество врязани в скалите будистки манастири и светилища от древна Бактрия, използвани между I век и XIII век, с частично запазени стенописи и скулптури, както и останки от мюсюлмански укрепления от времето, когато долината е важен пункт по Пътя на коприната.